# Bue digre
Bue digre ("Bue den tjocke"), halvt mytisk nordisk kämpe, död 986, son till jarlen Vesete på Bornholm.
Bue skall ha varit en högrest och stark, men tillika oregerlig, stolt och ordkarg man. Med sin broder, Sigurd Kåpa, inträdde han i jomsvikingarnas samfund och deltog år 986 i slaget vid Hjörungavåg, där Bue tillika med alla sina män blev övervunnen. En fiende högg av läppen och hakan, Bue dödade sin motståndare, tog sina guldkistor och hoppade över bord.